# Meja Staffansson
Meja Staffansson, född den 8 april 2004, är en svensk fotbollsspelare, som spelar som mittfältare, och som representerar Djurgårdens IF.

## Biografi
Staffansson kommer från Halmstads BK innan hon 2024 flyttade till Djurgådens IF. Samma år debuterade hon i Damallsvenskan.